# Homo Homini (памятник)
Homo Homini (лат. Человек человеку) — первый в Европе памятник жертвам терактов 11 сентября в США. Он расположен в Кельце в Польше. Памятник был спроектирован Адамом Мияком и открыт 11 сентября 2006 года, в пятую годовщину терактов. Во время церемонии открытия было зачитано письмо Джорджа Буша-младшего жителям Кельце, а учащиеся школ Кельце зажгли могильные свечи. На каждой могильной свече была написана информация с указанием имени и рода занятий одной жертвы.
Памятник состоит из двух семиметровых столбов, поставленных перпендикулярно, наклонённых друг к другу, перекрещенных двумя плоскостями. На одной из опор закреплены таблички с названиями городов, где произошли теракты, последняя увековечивает теракт в Ницце 14 июля 2016 года.